# Abu-Tammam
Abu-Tammam Habib ibn Aws at-Taí, més conegut senzillament com a Abu-Tammam (àrab: أبو تمام, Abū Tammām) (806-846), fou un important poeta àrab nascut el 806 a Jàssim, entre Damasc i Tiberíades. Tot i que era fill d'un cristià de nom Tadeu, taverner de Damasc, en convertir-se a l'islam, es va inventar una genealogia diferent.
Va viure a Damasc i va marxar després a Egipte. Al Caire, va vendre aigua a la gran mesquita al mateix temps que hi estudiava poesia. Posteriorment va escriure diverses poesies. Vers el 830 retornà altre cop a Síria.
Les seves composicions sovint es refereixen a temes històrics rellevants.